# سیارک ۱۸۰۲۷
سیارک ۱۸۰۲۷ (به انگلیسی: 18027 Gokcay، نامگذاری:1999KL14) هجده هزار و بیست و هفتمین سیارک کشف شده‌است که در ۱۸ مه ۱۹۹۹ کشف شد.
قدر مطلق سیارک برابر ۱۷.۰ است.